# 12-Stunden-Rennen von Sebring 2010

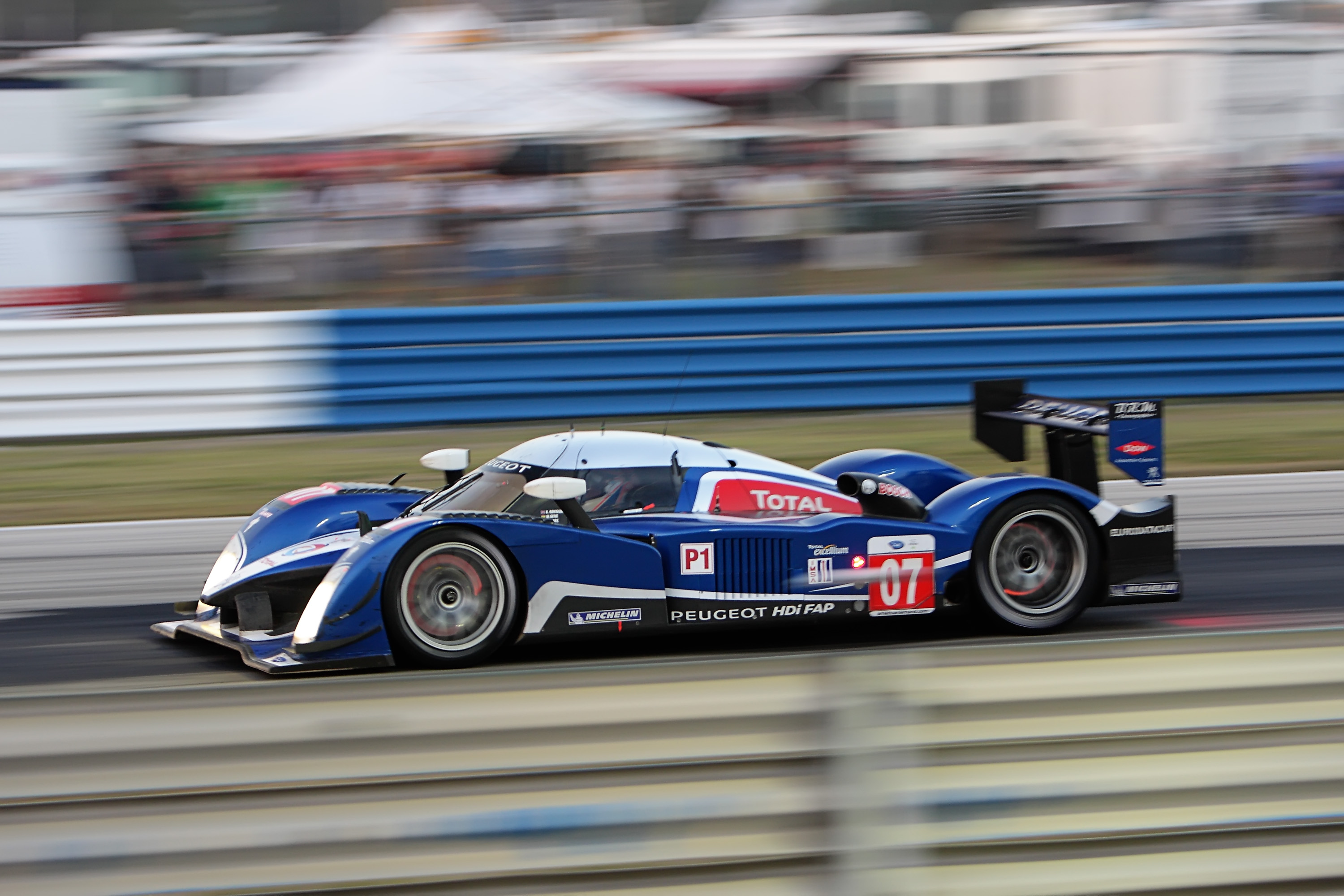
Peugeot 908 HDi FAP; der Siegerwagen von Alexander Wurz, Marc Gené und Anthony Davidson

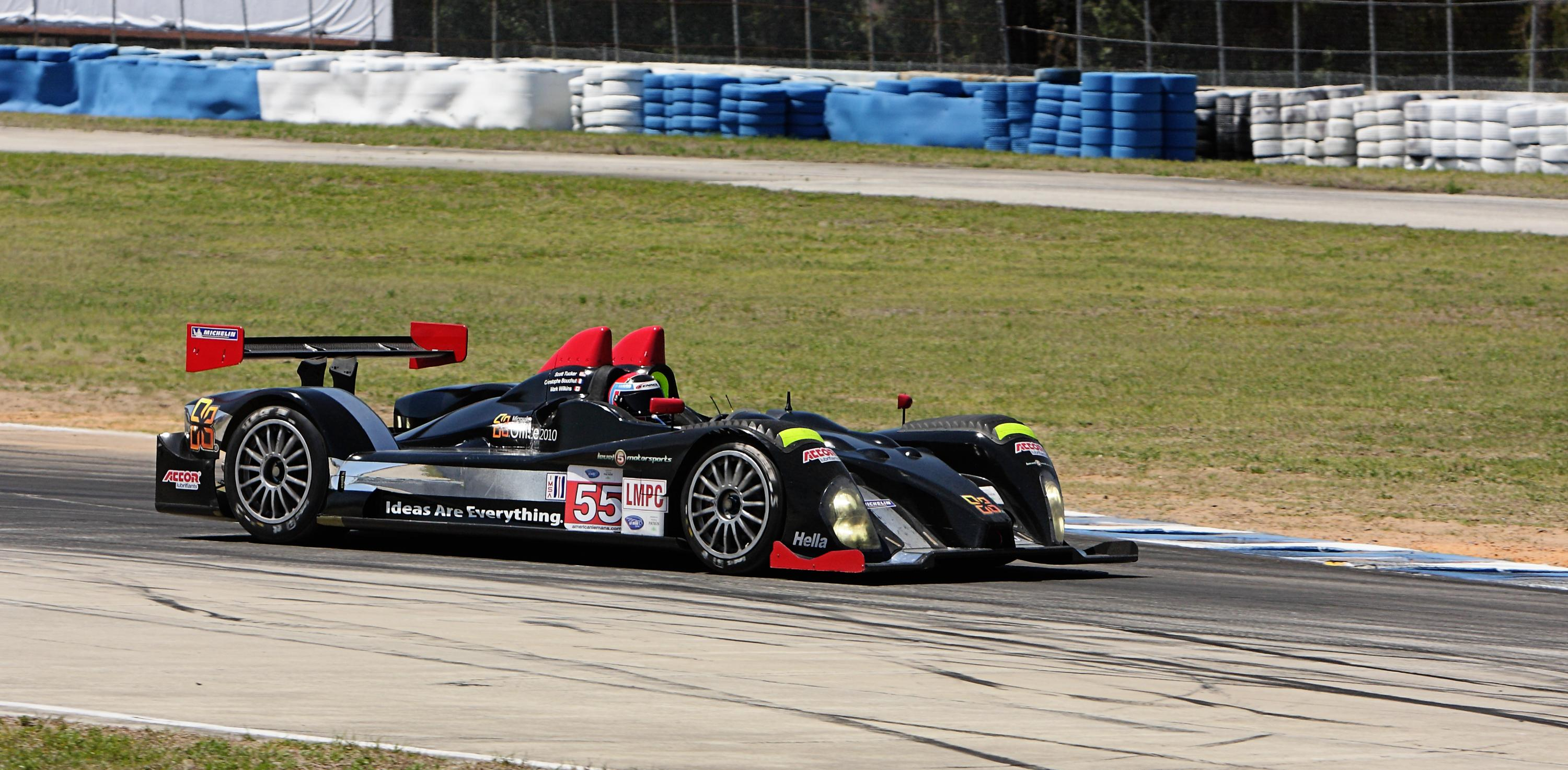
Der Oreca FLM09 von Christophe Bouchut, Mark Wilkins und Scott Tucker; Rang 10 in der Gesamtwertung und Klassensieg in der LMPC-Klasse

Das 58. 12-Stunden-Rennen von Sebring, auch 58th Annual Mobil 1 Twelve Hours of Sebring Presented by Fresh From Florida, Sebring International Raceway, fand am 20. März 2010 auf dem Sebring International Raceway statt und war der erste Wertungslauf der ALMS-Saison 2010.

## Das Rennen
Peugeot gewann mit dem 908 HDi FAP das 12-Stunden-Rennen von Sebring. Der Wagen wurde von einem V12-Dieselmotor mit 5,5-Liter Hubraum und einem Öffnungswinkel von 100° angetrieben. Damit leistete er etwa 515 kW (700 PS) und entwickelte ein maximales Drehmoment von 1.200 Nm. Das FAP-Dieselpartikelfiltersystem wurde aus der Serienproduktion übernommen.
Die beiden Peugeots waren in der LMP1-Klasse so gut wie ohne Konkurrenz. Die Führung um die Spitze wechselte nur zwischen diesen beiden Fahrzeugen. Die Entscheidung fiel 40 Minuten vor Rennende, als Sébastien Bourdais nach seinem letzten Boxenstopp mit noch kalten Reifen einen Dreher produzierte. Alexander Wurz im zweiten 908 HDi FAP, der seinen letzten Boxenstopp schon hinter sich hatte, zog vorbei. Bourdais versuchte bis zum Schluss an seinem Teamkollegen wieder vorbei zu gehen, musste sich im Ziel jedoch um 15 Sekunden geschlagen geben. Der drittplatzierte Werks-Lola-Aston Martin LMP1, der offiziell als Lola B09/60 in der Meldeliste stand, lag bereits drei Runden zurück.
Die neu eingeführten Challenge-Klassen sorgten nicht für die im Vorfeld befürchtete Vielzahl an Gelbphasen. Nur viermal musste das Feld eingebremst werden. Die LMP2-Klasse ging an den Muscle Milk Team Cytosport-Porsche RS Spyder. Den heftigsten Kampf um den Klassensieg gab es in der GT2-Klasse zwischen den Risi-Ferrari F430 GTC und den BMW M3 E92 vom BMW Rahal Letterman Racing Team, der von Risi gewonnen wurde.

## Ergebnisse

### Schlussklassement
| 1               | LMP1 | 07  | Team Peugeot Total              | Alexander Wurz Marc Gené Anthony Davidson            | Peugeot 908 HDi FAP     | 367 |
| 2               | LMP1 | 08  | Team Peugeot Total              | Sébastien Bourdais Pedro Lamy Nicolas Minassian      | Peugeot 908 HDi FAP     | 367 |
| 3               | LMP1 | 007 | Aston Martin Racing             | Adrián Fernández Stefan Mücke Harold Primat          | Lola B09/60             | 364 |
| 4               | LMP2 | 6   | Muscle Milk Team Cytosport      | Greg Pickett Klaus Graf Sascha Maassen               | Porsche RS Spyder       | 353 |
| 5               | LMP2 | 1   | Patrón Highcroft Racing         | Simon Pagenaud Marino Franchitti David Brabham       | HPD ARX-01c             | 349 |
| 6               | GT2  | 62  | Risi Competizione               | Jaime Melo Gianmaria Bruni Pierre Kaffer             | Ferrari F430 GTC        | 331 |
| 7               | GT2  | 92  | BMW Rahal Letterman Racing Team | Dirk Werner Bill Auberlen Tommy Milner               | BMW M3 E92              | 330 |
| 8               | GT2  | 90  | BMW Rahal Letterman Racing Team | Dirk Müller Joey Hand Andy Priaulx                   | BMW M3 E92              | 330 |
| 9               | GT2  | 45  | Flying Lizard Motorsports       | Jörg Bergmeister Patrick Long Marc Lieb              | Porsche 997 GT3 RSR     | 329 |
| 10              | LMPC | 55  | Level 5 Motorsports             | Christophe Bouchut Mark Wilkins Scott Tucker         | Oreca FLM09             | 327 |
| 11              | GT2  | 44  | Flying Lizard Motorsports       | Seth Neiman Richard Lietz Darren Law                 | Porsche 997 GT3 RSR     | 325 |
| 12              | LMP1 | 8   | Drayson Racing                  | Emanuele Pirro Jonny Cocker Paul Drayson             | Lola B09/60             | 324 |
| 13              | GT2  | 02  | Extreme Speed Motorsports       | Guy Cosmo Ed Brown João Barbosa                      | Ferrari F430 GTC        | 323 |
| 14              | GT2  | 61  | Risi Competizione               | Niclas Jönsson Tracy Krohn Eric van de Poele         | Ferrari F430 GTC        | 321 |
| 15              | GT2  | 3   | Corvette Racing                 | Jan Magnussen Johnny O’Connell Antonio García        | Chevrolet Corvette C6.R | 320 |
| 16              | GT2  | 4   | Corvette Racing                 | Oliver Gavin Olivier Beretta Emmanuel Collard        | Chevrolet Corvette C6.R | 320 |
| 17              | GTC  | 81  | Alex Job Racing                 | Leh Keen Juan González Butch Leitzinger              | Porsche 997 GT3 Cup     | 308 |
| 18              | GTC  | 23  | Alex Job Racing                 | Romeo Kapudija Bill Sweedler Jan-Dirk Lueders        | Porsche 997 GT3 Cup     | 305 |
| 19              | GTC  | 80  | Alex Job Racing                 | Luis Díaz Ricardo González Patrick Kelly             | Porsche 997 GT3 Cup     | 304 |
| 20              | LMP2 | 16  | Dyson Racing Team               | Chris Dyson Andrew Meyrick Guy Smith                 | Lola B09/86             | 303 |
| 21              | GTC  | 69  | Werks II Racing                 | Robert Rodriguez Cory Friedman Galen Bieker          | Porsche 997 GT3 Cup     | 302 |
| 22              | GT2  | 40  | Robertson Racing                | David Murry David Robertson Andrea Robertson         | Ford GT-R               | 300 |
| 23              | GTC  | 88  | Velox Motorsports               | Shane Lewis Jerry Vento Lawson Aschenbach            | Porsche 997 GT3 Cup     | 299 |
| 24              | GTC  | 63  | The Racers Group                | Henri Richard Andy Lally Duncan Ende                 | Porsche 997 GT3 Cup     | 282 |
| 25              | LMPC | 36  | Genoa Racing                    | Andy Wallace Tom Sutherland J. R. Hildebrand         | Oreca FLM09             | 281 |
| 26              | GTC  | 32  | GMG Racing                      | Andy Pilgrim James Sofronas Bret Curtis              | Porsche 997 GT3 Cup     | 280 |
| 27              | GT2  | 17  | Team Falken Tire                | Wolf Henzler Bryan Sellers Patrick Pilet             | Porsche 997 GT3 RSR     | 255 |
| 28              | LMPC | 11  | Primetime Race Group            | Joel Feinberg Kyle Marcelli Tom Weickardt            | Oreca FLM09             | 234 |
| Disqualifiziert |      |     |                                 |                                                      |                         |     |
| 29              | LMPC | 99  | Green Earth Team Gunnar         | Gunnar Jeannette Christian Zugel Elton Julian        | Oreca FLM09             | 311 |
| 30              | LMPC | 95  | Level 5 Motorsports             | Ryan Hunter-Reay Scott Tucker James Gue              | Oreca FLM09             | 224 |
| Ausgefallen     |      |     |                                 |                                                      |                         |     |
| 31              | GT2  | 01  | Extreme Speed Motorsports       | Scott Sharp Johannes van Overbeek Dominik Farnbacher | Ferrari F430 GTC        | 271 |
| 32              | LMPC | 89  | Intersport Racing               | Mitch Pagerey David Ducote Brian Wong                | Oreca FLM09             | 232 |
| 33              | GT2  | 75  | Jaguar RSR                      | Paul Gentilozzi Marc Goossens Ryan Dalziel           | Jaguar XKRS             | 11  |
| Nicht gestartet |      |     |                                 |                                                      |                         |     |
| 34              | LMP1 | 12  | Autocon Motorsports             | Bryan Willman Tony Burgess Pierre Ehret              | Lola B06/10             | 1   |
| 35              | LMP1 | 12  | Intersport Racing               | Jon Field Clint Field                                | Lola B06/10             | 2   |
| 36              | LMP1 | 08T | Team Peugeot Total              | Sébastien Bourdais Pedro Lamy Nicolas Minassian      | Peugeot 908 HDi FAP     | 3   |
| 37              | GTC  | 88T | Velox Motorsports               | Shane Lewis Jerry Vento Lawson Aschenbach            | Porsche 997 GT3 Cup     | 4   |

1 nicht gestartet
2 Unfall im Training
3 Trainingswagen
4 Trainingswagen

### Nur in der Meldeliste
Hier finden sich Teams, Fahrer und Fahrzeuge, die ursprünglich für das Rennen gemeldet waren, aber aus den unterschiedlichsten Gründen daran nicht teilnahmen.
| Pos. | Klasse | Nr. | Team                 | Fahrer                                        | Chassis             |
| ---- | ------ | --- | -------------------- | --------------------------------------------- | ------------------- |
| 38   | LMP1   | 10  | Creation Autosportif |                                               | Creation CA10       |
| 39   | GT2    | 10  | Black Swan Racing    | Tim Pappas Jeroen Bleekemolen Anthony Lazzaro | Porsche 997 GT3 RSR |

### Klassensieger
| Klasse | Fahrer             | Fahrer          | Fahrer           | Fahrzeug            | Platzierung im Gesamtklassement |
| ------ | ------------------ | --------------- | ---------------- | ------------------- | ------------------------------- |
| LMP1   | Alexander Wurz     | Marc Gené       | Anthony Davidson | Peugeot 908 HDi FAP | Gesamtsieg                      |
| LMP2   | Greg Pickett       | Klaus Graf      | Sascha Maassen   | Porsche RS Spyder   | Rang 4                          |
| LMPC   | Christophe Bouchut | Mark Wilkins    | Scott Tucker     | Oreca FLM09         | Rang 10                         |
| GT2    | Jaime Melo         | Gianmaria Bruni | Pierre Kaffer    | Ferrari F430 GTC    | Rang 6                          |
| GTC    | Leh Keen           | Juan González   | Butch Leitzinger | Porsche 997 GT3 Cup | Rang 17                         |

### Renndaten
- Gemeldet: 39
- Gestartet: 33
- Gewertet: 28
- Rennklassen: 5
- Zuschauer: unbekannt
- Wetter am Renntag: unbekannt
- Streckenlänge: 5,955 km
- Fahrzeit des Siegerteams: 12:00:54,362 Stunden
- Gesamtrunden des Siegerteams: 367
- Gesamtdistanz des Siegerteams: 2185,328 km
- Siegerschnitt: 181,882 km/h
- Pole Position: Marc Gené – Peugeot 908 HDi FAP (#07) – 1:45,214 – 203,741 km/h
- Schnellste Rennrunde: Sébastien Bourdais – Peugeot 908 HDi-FAP (#08) – 1:44,972 – 204,211 km/h
- Rennserie: 1. Lauf zur ALMS-Saison 2010